# Lijst van voetbalinterlands Dominicaanse Republiek - Nicaragua
Deze lijst van voetbalinterlands is een overzicht van alle officiële voetbalwedstrijden tussen de nationale teams van de Dominicaanse Republiek en Nicaragua. De landen speelden tot op heden vier keer tegen elkaar. De eerste ontmoeting, een vriendschappelijke wedstrijd, werd gespeeld in Diriamba op 9 november 2017. Het laatste duel, een groepswedstrijd tijdens de CONCACAF Nations League 2023/24, vond plaats op 21 november 2023 in Managua.

## Wedstrijden
| № | Plaats        | Datum            | Competitie                      | Wedstrijd                          | Uitslag |
| - | ------------- | ---------------- | ------------------------------- | ---------------------------------- | ------- |
| 1 | Diriamba      | 9 november 2017  | Vriendschappelijk               | Nicaragua − Dominicaanse Republiek | 0 − 3   |
| 2 | San Cristóbal | 11 november 2017 | Vriendschappelijk               | Dominicaanse Republiek – Nicaragua | 1 − 0   |
| 3 | Santo Domingo | 8 september 2023 | CONCACAF Nations League 2023/24 | Dominicaanse Republiek − Nicaragua | 0 − 2   |
| 4 | Managua       | 21 november 2023 | CONCACAF Nations League 2023/24 | Nicaragua − Dominicaanse Republiek | 0 − 0   |

## Samenvatting
| Competitie              | Totaal gespeeld | Winst Dom. Rep. | Gelijk | Winst Nicaragua | Doelsaldo Dom. Rep. – Nicaragua |
| ----------------------- | --------------- | --------------- | ------ | --------------- | ------------------------------- |
| CONCACAF Nations League | 2               | 0               | 1      | 1               | 0 − 2                           |
| Vriendschappelijk       | 2               | 2               | 0      | 0               | 4 − 0                           |
| Totaal                  | 4               | 2               | 1      | 1               | 4 − 2                           |

Wedstrijden bepaald door strafschoppen worden, in lijn met de FIFA, als een gelijkspel gerekend.
FEDOFUTBOL · A-internationals · Bondscoaches · Vrouwenvoetbalelftal van de Dominicaanse Republiek
1970 – 1979 ·
1980 – 1989 ·
1990 – 1999 ·
2000 – 2009 ·
2010 – 2019 ·
2020 − 2029
Amerikaanse Maagdeneilanden ·
Anguilla ·
Antigua en Barbuda ·
Aruba ·
Bahama's ·
Barbados ·
Belize ·
Bermuda ·
Britse Maagdeneilanden ·
Chili ·
Costa Rica ·
Cuba ·
Curaçao ·
Dominica ·
El Salvador ·
Guatemala ·
Guyana ·
Haïti ·
Indonesië ·
Kaaimaneilanden ·
Montserrat ·
Nederlandse Antillen ·
Nicaragua ·
Panama ·
Peru ·
Puerto Rico ·
Saint Kitts en Nevis ·
Saint Lucia ·
Saint Vincent en de Grenadines ·
Servië ·
Suriname ·
Trinidad en Tobago ·
Turks- en Caicoseilanden ·
Venezuela ·
Verenigde Arabische Emiraten
FNF · 
A-internationals · 
Nicaraguaans vrouwenelftal
Anguilla ·
Argentinië ·
Bahama's ·
Barbados ·
Belize ·
Bermuda ·
Bolivia ·
Colombia ·
Costa Rica ·
Cuba ·
Curaçao ·
Dominica ·
Dominicaanse Republiek ·
El Salvador ·
Ghana ·
Guatemala ·
Haïti ·
Honduras ·
Iran ·
Jamaica ·
Kaaimaneilanden ·
Mexico ·
Montserrat ·
Nederlandse Antillen ·
Panama ·
Paraguay ·
Peru ·
Puerto Rico ·
Saint Kitts en Nevis ·
Saint Vincent en de Grenadines ·
Suriname ·
Trinidad en Tobago ·
Turks- en Caicoseilanden ·
Uruguay ·
Venezuela ·
Verenigde Staten